# Geoffrey Hornby
Sir Geoffrey Thomas Phipps Hornby (Winwick, Lancashire, 1825. február 10. – London, 1895. március 3.) angol tengernagy.

## Élete
Már 12 éves korában kezdte pályáját az angol hajóhadon, és 1875-ben helyettes tengernagy lett. 1878-ban (a török-orosz háború idején) a Marmara-tengerbe küldött angol hajóhadat vezényelte és azzal volt megbízva, hogy az oroszok előnyomulása esetén Konstantinápolyt fedezze. 1881-től 1884-ig a greenwichi tengerészeti iskola igazgatója volt. 1893-ban a Times-ban közzétett levélben az angol flotta elégtelen létszámát és hiányait kifogásolta.